# 关羽墓
关羽墓，包括位于河南省洛阳市的关林，位于河南省洛阳市偃师县佃庄乡关庄村的关庄村关羽墓，位于湖北省当阳市的关陵和位于四川省成都市的成都关羽墓。建安二十四年（219年），关羽被孙权杀害后，孙权将关羽首级送给曹操，曹操以诸侯礼安葬关羽头颅于洛阳，即关林或关庄村关羽墓。孙权则以诸侯礼安葬关羽身躯于当阳，即关陵。因此民间也称关羽“头枕洛阳，身卧当阳，魂归故里（或称‘魂归山西’——山西即關羽故鄉）。”成都关羽墓则是蜀汉政权为关羽建的衣冠冢，以招魂祭祀。關林一直被認為是關羽首塚所在，20世纪開掘关庄村关羽墓以及學者考证后，部分学者认为後者才是曹操当初安葬关羽头颅之处，而关林则是后来建的祀祠之所。

## 关林

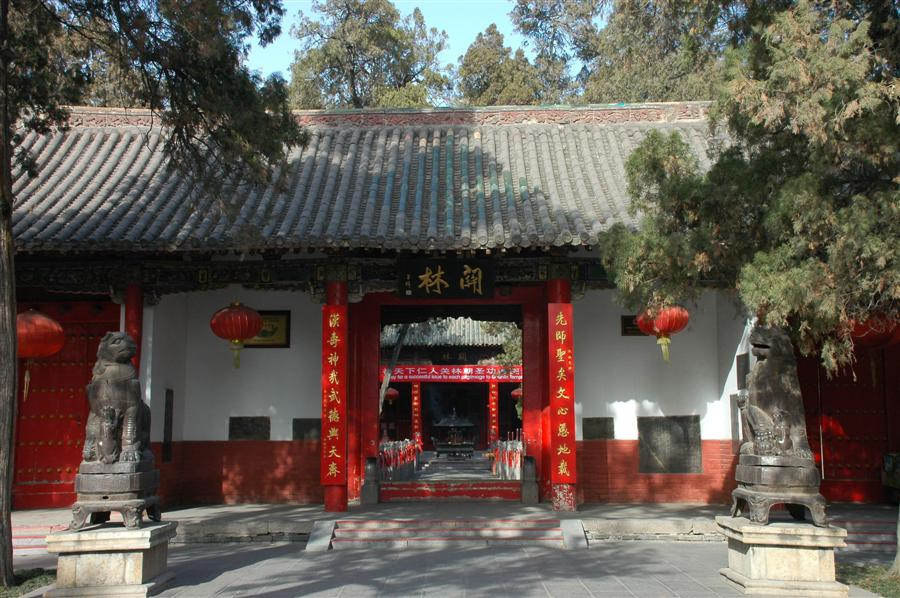
关林

关林，位于河南省洛阳市，通常被认为是安葬关羽头颅之处，是中国和海内外三大关庙之一。

## 关庄村关羽墓
关庄村关羽墓，位于河南省洛阳市偃师县佃庄乡关庄村，20世纪经过考证后，部分学者认为这里才是曹操当初安葬关羽头颅之处，而关林则是后来建的祀祠之所。

## 关陵
关陵，位于湖北省当阳市，又称当阳大王冢，是安葬关羽身躯之处，是中国和海内外三大关庙之一。

## 成都关羽墓
成都关羽墓，位于四川省成都市，是蜀汉政权为关羽建的衣冠冢，以招魂祭祀。